# Pagodromen
Der Pagodromen (norwegisch) ist ein 751 m hoher Berg im ostantarktischen Königin-Maud-Land. Er ragt im südlichen Abschnitt der Kraulberge auf.
Wissenschaftler des Norwegischen Polarinstituts benannten ihn nach dem hier verbreiteten Schneesturmvogel (Pagodroma nivea).